# Чаровният принц
„Чаровният принц“ (на английски: Charming) е канадско-американска компютърна анимация от 2018 г., по сценарий и режисура на Рос Венокур. Главния озвучаващ състав се състои от Деми Ловато, Уилмър Валдерама, Сиа Фърлър, Ашли Тисдейл, G.E.M, Аврил Лавин и др.

## Актьорски състав
- Деми Ловато – Ленор[4][5]
- Уилмър Валдерама – Чаровният принц[6]
- Сиа Фърлър – Оракул[7]
- Аврил Лавин – Снежанка[5]
- Ашли Тисдейл – Пепеляшка[5]
- G.E.M. – Спящата красавица[5]
- Ния Вардалос – Немения[5]
- Джон Клийз – Феята-кръстница

## Продукция
На 18 септември 2014 г. беше обявено, че новосъздадената анимационна продуцентска компания 3QU Media на продуцентите Джон Х. Уилямс и Хенри Скелси и разработват първия си филм „Чаровният принц“ с Vanguard Animation и съвместно с Cinesite. Рос Венокур режисира филма по собствен сценарий, а бюджетът на филма е под 20 милиона долара.
На 19 февруари 2015 г. Деми Ловато беше избрана във филма, за да осигури гласа си за главната женска роля на Ленор, а също така ще бъде изпълнителен продуцент на музикалната партитура за филма. На 5 август 2015 г. Аврил Лавин, Ашли Тисдейл и G.E.M. се присъединиха към актьорския състав, за да озвучават съответно Снежанка, Пепеляшка и Спящата красавица. SC Films International поема международните продажби на филма. На 16 септември 2015 г. Уилмър Валдерама е избран за Чаровния принц.
Продукцията е направена в новото анимационно студио Cinesite през август 2015 г. в Монреал. На 28 юни 2017 г. беше съобщено, че новосъздадена дистрибуторска компания Smith Global Media е придобила права за разпространение на филма.

## Пускане
Филмът е отложен за неразкрит период от 2017 г. до пролетта на 2018 г., въпреки че заснемането, записването и производството са завършени през декември]] 2017 г. Въпреки че Vanguard Animation никога не е обявявала официално датата на пускане, той е пуснат на 20 април 2018 г. в Испания и през цялата година в Европа и Африка.
Издаден е в Обединеното кралство на 2 август 2019 г.

## „Чаровният принц“ В България
В България филмът излиза по киносалоните на PRO Films на 18 май 2018 г.
През 2019 г. се излъчва по каналите на bTV Media Group. На следващата година се излъчва по SuperToons.

### Синхронен дублаж
| Роля              | Изпълнител |
| ----------------- | --- |
| Чаровният принц   | Ненчо Балабанов |
| Ленор             | Весела Бонева |
| Пепеляшка         | Татяна Етимова |
| Спящата красавица | Кръстина Кокорска |
| Снежанка          | Рейчъл Роу |
| Немения           | Елена Русалиева |
| Крал Чаровни      | Христо Узунов |
| Крал Хубостник    | Петър Бонев |
| Други гласове     | Атанас Сребрев Георги Стоянов Елена Грозданова Ивет Лазарова-Торосян Габриела Попова Димитър Димитров Сотир Мелев Виктор Иванов Константин Лунгов |

| Обработка           | студио „Про Филмс“ |
| ------------------- | ------------------ |
| Режисьор на дублажа | Николина Петрова   |